# Ziua Independenței (Iordania)
Ziua Independenței (în arabă عيد الإستقلال) este o sărbătoare națională care este celebrată în Iordania la 25 mai, dată la care se comemorează ratificarea de către Parlamentul iordanian a Tratatului de la Londra din 25 mai 1946. Actul a reprezentat sfârșitul Emiratului Transiordaniei protectorat britanic și anunțarea înființării Regatului Hașemit al Iordaniei.
Sărbătoarea este marcată de obicei cu ceremonii oficiale la care participă membri ai Casei Hașim, precum și oficialități civile și militare. Acordări de medalii, discursuri politice și vizite diplomatice au loc în mod obișnuit în această zi. În cadrul forțelor armate iordaniene, au loc ceremonii de prezentare a culorilor, parade militare naționale / ale unităților, iar în capitală are loc salutul cu 21 de tunuri. Pe plan civil, se organizează evenimente și activități festive, inclusiv un spectacol de artificii, precum și servicii religioase speciale.